# گرینگ (آلمان)
گرینگ (به آلمانی: Gering) یک شهر در آلمان است که در ماین-کبلنتس واقع شده‌است. گرینگ ۴۰۵ نفر جمعیت دارد.